# Richard Croft (6e baronnet)
Pour les articles homonymes, voir Richard Croft.
Richard Croft, 6e baronnet (9 janvier 1762 - 13 février 1818) est un médecin anglais de la famille royale britannique et l'obstétricien de la princesse Charlotte de Galles.

## Famille
Richard Croft est né le 9 janvier 1762 à Dunster Park, Berkshire. Il est le fils de Herbert Croft et d'Elizabeth Young. Il épouse le 3 novembre 1789 Margaret Denman, fille du Docteur Thomas Denman et d'Elizabeth Brodie. 
Ils ont quatre enfants : Thomas Elmsley Croft, lequel succède à son père comme 7e baronnet ; Archer Denman Croft, qui succède à son frère comme 8e baronnet ; Frances Elizabeth Croft et le révérend Richard Croft, recteur à Hillingdon, Middlesex, Angleterre.

## La triple tragédie obstétricale
Lorsque la princesse Charlotte unique héritière du roi George IV et épouse du prince Léopold de Saxe-Cobourg-Saalfeld devient enceinte en février 1817, Croft est choisi pour lui dispenser ses soins. Selon un dogme médical, Croft restreint l'alimentation de la parturiente et pratique de nombreuses saignées pendant la grossesse.   
Le 3 novembre 1817, la chambre de la princesse de Galles à Claremont House est choisie comme salle de travail et d'accouchement. Finalement, la princesse Charlotte donne naissance à un fils mort-né de neuf livres. Cinq heures plus tard, elle meurt, probablement en raison d'une hémorragie interne.
Bien que le mari et le père de la Princesse aient assuré Croft de leur soutien et qu'une autopsie n'a révélé aucun manquement de Croft, ce dernier se donne la mort le 13 février 1818,.